# Chung kết Cúp FA 2001
Trận chung kết Cúp FA 2001 là màn đối đầu giữa hai đội bóng Arsenal và Liverpool vào ngày 12 tháng 5 năm 2001 tại Sân vận động Thiên niên kỷ, Cardiff. Đây là trận đấu cuối cùng của Cúp FA 2000–01, mùa giải thứ 120 của giải đấu bóng đá lâu đời nhất thế giới, và lần đầu tiên trong lịch sử trận chung kết cúp FA được tổ chức bên ngoài nước Anh, do Sân vận động Wembley, địa điểm tổ chức thường lệ, đang được nâng cấp. Arsenal có lần thứ 14 tham dự trận chung kết trong khi Liverpool là lần thứ 12.
Cả hai đội đều đang thi đấu ở Giải bóng đá Ngoại hạng Anh, hạng đấu cao nhất của bóng đá Anh, do đó họ đều bắt đầu giải ở vòng ba. Mỗi đội đều phải vượt qua năm vòng đấu để tiến vào trận chung kết. Hành trình của Arsenal khá dễ dàng; thắng đậm 6–0 trước Queens Park Rangers, đánh bại đương kim vô địch Chelsea ở vòng năm và sau đó lội ngược dòng đánh bại Tottenham Hotspur trong trận derby Bắc Luân Đôn ở bán kết. Ngược lại, Liverpool đã phải rất vất vả để vượt qua các đối thủ hạng dưới là Tranmere Rovers và Wycombe Wanderers ở vòng sáu và bán kết của giải đấu. Trận chung kết đánh dấu lần đầu tiên hai huấn luyện viên sinh ra bên ngoài Quần đảo Anh đối đầu nhau trong một trận chung kết Cúp FA – Arsène Wenger và Gérard Houllier – đều là vị huấn luyện viên người Pháp.
Trận đấu diễn ra với kịch bản quen thuộc của Arsenal, họ kiểm soát trận đấu và tạo ra các cơ hội, nhưng không thể xuyên thủng hàng phòng ngự của Liverpool. Arsenal bị từ chối một quả phạt đền trong hiệp một, khi hậu vệ Stéphane Henchoz được xác nhận không dùng tay chơi bóng khi từ chối cơ hội ghi bàn của Thierry Henry. Người đá cặp với Henchoz là Sami Hyypiä đã thực hiện một loạt pha phá bóng ngay trên vạch vôi trong hiệp hai, nhưng không thể ngăn cản Arsenal vươn lên dẫn trước ở phút 72. Liverpool đáp trả bằng việc thực hiện những điều chỉnh, họ gỡ hòa ở phút 83; khi Arsenal không xử lý tốt quả đá phạt và tạo cơ hội cho Michael Owen ghi bàn. Sau đó, Owen đã vượt qua Lee Dixon và Tony Adams để ghi bàn thắng thứ hai và là bàn thắng quyết định, hai phút trước khi hết giờ thi đấu chính thức. Chiến thắng đã giúp Liverpool giành chiếc cúp thứ hai trong cú ăn ba độc đáo của họ oqr mùa giải 2000–01, khi họ đã giành được Cúp Liên đoàn vào cuối tháng 2 và giành thêm Cúp UEFA bốn ngày sau đó; tuy nhiên cú ăn ba này bị mỉa mai là "cú ăn ba của chuột Mickey".
Tính đến năm 2025, đây là lần gần nhất Arsenal để thua trận chung kết Cúp FA, sau khi giành chiến thắng trong 7 lần lọt vào chung kết liên tiếp sau đó (2002, 2003, 2005, 2014, 2015, 2017, 2020).

## Đường đến chung kết
Cúp FA là giải đấu cúp thường niên của bóng đá Anh. Các câu lạc bộ thi đấu tại giải Ngoại hạng bắt đầu tham dự Cúp FA ở vòng 3 và được bốc cặp đấu ngẫu nhiên với các đội bóng còn lại. Nếu một trận đấu kết thúc với tỷ số hòa, một trận đá lại sẽ diễn ra, thường là tại sân nhà của đội khách trong trận đấu chính trước đó. Giống như các trận đấu tại giải vô địch quốc gia, các trận đấu Cúp FA có thể thay đổi trong trường hợp các trận đấu được chọn để phát sóng trên truyền hình và điều này thường có thể bị ảnh hưởng do việc xung đột với các giải đấu khác. Đây cũng là mùa giải đầu tiên mà FA đưa ra các hướng dẫn nhằm ngăn chặn việc các câu lạc bộ rút lui khỏi giải đấu. Trận chung kết được ấn định diễn ra vào một tuần trước vòng đấu cuối cùng của Giải Ngoại hạng Anh, nhằm hỗ trợ các câu lạc bộ tiến sâu ở các giải đấu châu Âu.

### Arsenal
| Vòng đấu                                                         | Đối thủ                  | Tỷ số |
| ---------------------------------------------------------------- | ------------------------ | ----- |
| Vòng 3                                                           | Carlisle United (SK)     | 1–0   |
| Vòng 4                                                           | Queens Park Rangers (SK) | 6–0   |
| Vòng 5                                                           | Chelsea (SN)             | 3–1   |
| Vòng 6                                                           | Blackburn Rovers (SN)    | 3–0   |
| Bán kết                                                          | Tottenham Hotspur (TL)   | 2–1   |
| Ghi chú: (SN) = Sân nhà; (SK) = Sân khách; (TL) = Sân trung lập. |                          |       |

Arsenal bắt đầu hành trình tại Cúp FA từ vòng 3 với trận đấu trên sân khách gặp Carlisle United. Mặc dù đội chủ nhà đã tạo ra nhiều cơ hội trong những phút đầu cũng như có thể chuyển hóa thành bàn, nhưng Arsenal đã vươn lên dẫn trước ở phút 22 với pha lập công của Sylvain Wiltord. Khả năng dứt điểm kém của cả hai đội khiến trận đấu không có thêm bàn và Arsenal đi tiếp với chiến thắng tối thiểu. Ở vòng 4, Arsenal đối đầu với Queens Park Rangers tại Loftus Road. Bàn thắng đầu tiên của đội khách đến vào khoảng phút thứ 30; khi hậu vệ Ashley Cole phá bóng từ cú đánh đầu của Peter Crouch, sau đó Arsenal phản công, đường chuyền ngang của Lee Dixon vô tình đến chân của Chris Plummer và cầu thủ này đã phản lưới nhà. Wiltord nhân đôi cách biệt cho Arsenal một phút sau đó. Sang đầu hiệp hai, Queens Park Rangers để thủng lưới từ một tình huống đốt lưới nhà nữa. Arsenal kết thúc trận đấu với chiến thắng dễ dàng 6–0, là trận thắng trên sân khách đậm nhất của câu lạc bộ tại Cúp FA trong 64 năm.
Ở vòng 5, Arsenal đối đầu nhà đương kim vô địch Cúp FA là Chelsea trên sân nhà. Trong suốt trận đấu, cặp trung vệ Oleh Luzhnyi và Igors Stepanovs của Arsenal đã phải vất vả chống đỡ trước tốc độ của Jimmy Floyd Hasselbaink, người đã gỡ hòa cho Chelsea sau khi Thierry Henry đưa đội chủ nhà vươn lên dẫn trước. Wiltord vào sân thay Robert Pires trong hiệp 2 và ghi hai bàn ấn định chiến thắng 3–1 cho Arsenal. Ở vòng thứ sáu, Arsenal đã có một chiến thắng dễ dàng trước Blackburn Rovers thời điểm đó đang thi đấu tại Championship, Wiltord tiếp tục chuỗi ghi bàn liên tiếp trong các trận đấu tại cúp FA.
Arsenal đối đầu với Tottenham Hotspur ở bán kết trong trận derby Bắc Luân Đôn và chính kình địch của Arsenal đã vươn lên dẫn trước ở phút thứ 14. Patrick Vieira đã gỡ hòa ngay sau khi đội trưởng Tottenham Sol Campbell bị rút khỏi sân. Tottenham đã cố gắng chống đỡ những áp lực từ Arsenal trong hầu hết hiệp hai, nhưng đến phút thứ 73, Pires ghi bàn thắng quyết định đưa Arsenal lọt vào trận chung kết.

### Liverpool
| Vòng                                                             | Đối thủ                | Tỷ số |
| ---------------------------------------------------------------- | ---------------------- | ----- |
| Vòng 3                                                           | Rotherham United (SN)  | 3–0   |
| Vòng 4                                                           | Leeds United (SK)      | 2–0   |
| Vòng 5                                                           | Manchester City (SN)   | 4–2   |
| Vòng 6                                                           | Tranmere Rovers (SK)   | 4–2   |
| Bán kết                                                          | Wycombe Wanderers (TL) | 2–1   |
| Ghi chú: (SN) = Sân nhà; (SK) = Sân khách; (TL) = Sân trung lập. |                        |       |

Tương tự Arsenal, Liverpool bắt đầu hành trình Cúp FA ở vòng 3, lá thăm đưa họ chạm trán đội hạng Nhì Rotherham United trên sân nhà. Igor Bišćan bị đuổi khỏi sân trong trận đấu này sau pha phạm lỗi và phải nhận thẻ vàng thứ hai, ngay sau khi Emile Heskey ghi bàn. Dietmar Hamann đã nhân đôi cách biệt cho Liverpool ở phút 73 và một bàn thắng nữa của Heskey đã ấn định tỷ số 3–0 đưa Liverpool vào vòng 4.
Đối thủ của Liverpool ở vòng 4 là Leeds United. Trận đấu được diễn ra tại Elland Road vào ngày 27 tháng 1 năm 2001 với 37.108 khán giả đến sân theo dõi. Đội chủ nhà chiếm phần lớn thời gian kiểm soát bóng, nhưng vất vả trong khâu ghi bàn khi hàng phòng ngự của Liverpool thể hiện sự vững chãi. Hai phút trước khi hết giờ, Barmby, cầu thủ vào sân thay người, đã ghi bàn thắng mở tỷ số từ một cú sút bồi sau khi bóng chạm cột dọc trước đó. Sau đó, Barmby đã kiến tạo cho Heskey ghi bàn ấn định chiến thắng cho Liverpool.
Ở vòng 5 Liverpool trở về sân nhà Anfield tiếp đón Manchester City. Đây là khởi đầu cho một tuần mang tính quyết định đối với Liverpool, khi họ đối đầu với AS Roma vào giữa tuần tại UEFA Cup, sau đó là Birmingham City trong trận chung kết Cúp Liên đoàn 2001. Liverpool được hưởng quả phạt đền sau năm phút, khi thủ môn Nicky Weaver phạm lỗi với Vladimír Šmicer trong vòng cấm. Jari Litmanen thực hiện thành công quả đá phạt đền để đưa Liverpool vươn lên dẫn trước, và nhanh chóng nâng tỷ số lên 2–0 khi cú sút của Heskey đã đánh bại Weaver. Bàn thắng của Andrei Kanchelskis ở phút thứ 28 đã rút ngắn tỷ số, nhưng Šmicer và Markus Babbel đã ghi bàn trong hiệp hai để gia tăng cách biệt cho Liverpool. Manchester City nỗ lực thi đấu và ghi bàn thắng thứ hai trong thời gian bù giờ; cú sút bị đổi hướng của Shaun Goater đã đánh bại thủ thành Sander Westerveld..
Liverpool hành quân đến sân Prenton Park để đấu với Tranmere Rovers ở vòng sáu. Danny Murphy và Michael Owen mỗi người ghi một bàn trong hiệp một và giúp đội khách chiếm ưu thế. Steve Yates đã gỡ lại một bàn cho Tranmere sau giờ nghỉ giải lao, nhưng ở phút thứ 52, Steven Gerrard đã đánh đầu ghi bàn từ một quả tạt để khôi phục lại cách biệt hai bàn cho Liverpool. Một sai lầm của Robbie Fowler đã tạo điều kiện để cầu thủ vào sân thay người Wayne Allison ghi bàn, nhưng sau đó tiền đạo này đã chuộc lỗi khi thực hiện thành công quả phạt đền ở phút thứ 81. Tại vòng bán kết, Liverpool đối đầu với Wycombe Wanderers trên sân Villa Park. Các bàn thắng của Heskey và Fowler, và bàn thắng danh dự của đội trưởng Wycombe Keith Ryan đã ấn định tỷ số 2–1, phần thắng thuộc về Liverpool và đội bóng này lọt vào trận chung kết.

## Trước trận đấu

### Địa điểm thi đấu
Vào tháng 10 năm 2000, Sân vận động Wembley, địa điểm thường xuyên diễn ra trận chung kết, đã đóng cửa để chuẩn bị cho quá trình nâng cấp lớn. Sau khi cân nhắc các địa điểm thay thế như Twickenham, Murrayfield và Villa Park, vào tháng 1 năm 2001 FA đã công bố ba trận chung kết tiếp theo sẽ được tổ chức tại Sân vận động Thiên niên kỷ tại Cardiff. Bởi vậy, đây là lần đầu tiên trận chung kết cúp FA được tổ chức bên ngoài nước Anh. Trước trận chung kết, giám đốc điều hành của FA, Adam Crozier đã thừa nhận những lo ngại về giao thông và chất lượng sân, ông nói rằng, "Chúng tôi đã làm việc rất nhiều với Cardiff và hy vọng đây sẽ là một sự kiện tuyệt vời, tuy nhiên chúng tôi cũng sẽ xem xét về cách vận hành sau trận chung kết và quyết định xem có nên tiếp tục tổ chức trận đấu ở đó hay không". Một đường pitch mới đã được xây dựng lại vào tháng 5 và cảnh sát đã nỗ lực giảm bớt gánh nặng giao thông ở tuyến đường M4 bằng cách mở thêm ba lối rẽ so với thời điểm diễn ra trận chung kết Cúp Liên đoàn.
Các đội vào chung kết được phân bổ khoảng 52.000 vé, ước tính tăng khoảng 10% so với các trận chung kết diễn ra tại Wembley trước đó. Giá vé cho trận chung kết lên đến 70 bảng Anh, mặc dù một số người hét giá lên tới 1.000 bảng Anh. Hạng vé rẻ nhất có giá 20 bảng Anh; các hạng vé còn lại có giá 40 và 55 bảng Anh.

### Các đội bóng
Arsenal đã có lần thứ 14 lọt vào trận chung kết Cúp FA và là lần đầu tiên sau ba năm. Họ đã giành chức vô địch trong bảy lần tham dự (vào các năm 1930, 1936, 1950, 1971, 1979, 1993 và 1998) và cũng có sáu lần để thua. Bên kia chiến tuyến, Liverpool đã có lần thứ 12 lọt vào trận chung kết Cúp FA. Đội bóng này đã có năm lần vô địch vào các năm 1965, 1974, 1986, 1989, 1992 và cũng có sáu lần thất bại trong trận chung kết, gần nhất là trước Manchester United vào năm 1996. Arsenal và Liverpool trước đó đã gặp nhau 13 lần tại Cúp FA, bao gồm bốn trận đá lại. Arsenal nhỉnh hơn một chút về kết quả đối đầu khi giành chiến thắng năm trận, so với bốn lần của Liverpool. Cả hai đội bóng là những cái tên tham dự trận bán kết dài nhất trong lịch sử Cúp FA vào năm 1980, trận đấu cần đến ba lần đá lại sau khi những trận đấu trước đó kết thúc với tỷ số hòa. Bàn thắng của Brian Talbot tại Highfield Road đã mang về chiến thắng 1–0 cho Arsenal.

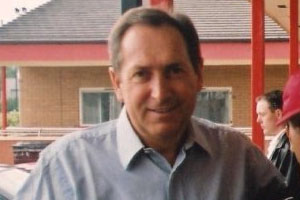
Huấn luyện viên của Liverpool Gérard Houllier có cơ hội giành được cú đúp danh hiệu trong mùa giải 2000–01

Lần chạm trán gần nhất giữa hai đội là tại giải Ngoại hạng vào ngày 23 tháng 12 năm 2000. Liverpool đã giành chiến thắng 4–0 trên sân nhà Anfield, chiến thắng thứ ba liên tiếp của họ trên mọi đấu trường. Gérard Houllier, huấn luyện viên của Liverpool, có được những thành công ở các giải đấu cúp trong mùa giải 2000–01; dưới sự dẫn dắt của ông, Liverpool đã kết thúc sáu năm trắng tay bằng việc giành Cúp Liên đoàn, và cũng trong các tháng đầu năm năm 2001, họ đã đánh bại Roma, Porto và Barcelona để lọt vào trận chung kết Cúp UEFA 2001. Houllier tỏ ra thờ ơ khi đội bóng của ông bị đánh giá thấp hơn trong trận chung kết Cúp FA, và trả lời với các phóng viên, "Chúng tôi có kỷ luật trong đội bóng cũng như trong công việc. Chúng tôi khao khát để đạt được điều gì đó với tư cách một câu lạc bộ". Ông đã xác nhận trong cuộc họp báo trước trận đấu rằng Heskey sẽ ra sân trong trận chung kết, mặc dù vẫn chưa đưa ra quyết định cuối cùng về việc ai sẽ đá cặp với tiền đạo người Anh.
Huấn luyện viên Arsène Wenger của Arsenal thừa nhận đội của ông đã không có được thành tích tốt trong suốt mùa giải, nhưng coi những lời chỉ trích về việc không thể thách thức Manchester United trong cuộc đua vô địch ở Ngoại hạng Anh và việc không thể tiến sâu hơn ở UEFA Champions League là "lời động viên đối với câu lạc bộ". Ông ủng hộ việc chuyển các trận đấu Cúp FA vào giữa tuần để tránh tình trạng lịch thi đấu bị quá tải, vì cách bố trí lịch thi đấu ở thời điểm đó vô cùng khắc nghiệt đối với các đội bóng lớn: "Ở Anh, một đội tham dự Cúp FA luôn gặp vấn đề ở giải vô địch quốc gia, đặc biệt là nếu họ đồng thời cũng thi đấu ở Champions League. Khi đó sẽ phải chấp nhận đánh đổi nhiều trận đấu và tôi buộc phải hy sinh một vài điểm số ở giải Ngoại hạng để tập trung cho Cúp FA". Khi được hỏi liệu việc giảm số lượng đội tham gia UEFA Champions League có tốt không, Wenger bình luận rằng "...điều này có nghĩa là số tiền sẽ ít hơn và không ai, với mức lương mà chúng tôi đang trả, có thể chấp nhận giảm thu nhập. Đối với việc giảm các trận ở Ngoại hạng Anh – ở Pháp đã thực hiện điều đó và hiện tại những đội không tham dự các cúp đang phàn nàn".
Trận đấu thu hút sự quan tâm đáng kể của giới truyền thông vì có nhiều người nước ngoài tham dự. Đây là lần đầu tiên hai huấn luyện viên của hai đội tham dự trận chung kết sinh ra bên ngoài Quần đảo Anh và người ta dự đoán trận chung kết sẽ có lượng khán giả từ nước ngoài đông đảo vì có sự góp mặt của một số cầu thủ quốc tế. Trận đấu được phát sóng tại 70 quốc gia, số lượng người xem trận đấu lên tới gần 600 triệu.

## Diễn biến

### Tổng thuật trận đấu
Cả hai câu lạc bộ đều ra sân với đội hình theo sơ đồ 4–4–2 truyền thống: hàng phòng ngự bốn người (gồm hai trung vệ và hậu vệ biên trái và phải), bốn tiền vệ (hai ở trung tâm, và một ở mỗi cánh) và hai tiền đạo trung tâm. Wenger sử dụng bộ đôi Gilles Grimandi với Vieira ở hàng tiền vệ và Wiltord đá cặp trên hàng công với Henry, để Bergkamp ngồi dự bị. Ashley Cole chơi ở hàng phòng ngự, thay thế cho Sylvinho, người không góp mặt trong đội hình thi đấu. Đối với Liverpool, Houllier đã điền tên Owen vào đội hình xuất phát và lựa chọn bộ đôi Šmicer và Murphy thi đấu ở hàng tiền vệ. Gary McAllister, Patrik Berger và Fowler ngồi dự bị.
Arsenal thi đấu với bộ trang phục sân nhà của họ là áo đỏ và quần đùi trắng đã giao bóng để bắt đầu trận đấu và ngay lập tức giành được một quả phạt góc, nhưng đã bị Westerveld hóa giải thành công. Một pha chạy chỗ của Heskey sáu phút sau đó khiến cầu thủ này té ngã sau pha tranh chấp với Gilles Grimandi, nhưng những lời đòi quả phạt đền của anh ta đã bị trọng tài Dunn bỏ qua. Arsenal dần tỏ ra chiếm ưu thế về thế trận, với Vieira được coi là trung tâm trong những pha di chuyển hay nhất của đội bóng này. Tiền vệ người Pháp đã giành chiến thắng trong pha tranh chấp với Heskey ở phút thứ 17 và chuyền bóng về phía Freddie Ljungberg, cầu thủ này đã luân chuyển quả bóng cho Henry. Tiền đạo người Pháp đã vượt qua Westerveld và sút bóng về phía khung thành, nhưng bị Stéphane Henchoz cản phá ra ngay trên vạch vôi. Các đoạn phát lại trên truyền hình sau đó cho thấy bóng chạm vào cánh tay của Henchoz trước khi đi chệch khung thành; mặc dù Henry đã đòi một quả phạt đền, nhưng bị từ chối vì cả trọng tài và trợ lý của ông đều bỏ qua pha bóng này. Owen đã có một cơ hội ghi bàn ở phút thứ 20, nhưng cú sút của tiền đạo Liverpool này đã bị Martin Keown cản phá. Arsenal tiếp tục tìm thấy những khoảng trống, nhưng vẫn gặp khó khăn trong việc phá vỡ hàng phòng ngự của Liverpool. Một nỗ lực sút xa của Grimandi bị Westerveld cản phá một cách dễ dàng khi trận chung kết tiến đến phút thứ ba mươi, và pha tranh chấp tay đôi giữa Wiltord và Jamie Carragher bên cánh phải đưa đến một quả phạt góc cho Liverpool. Hai phút trước giờ nghỉ giải lao, Henry đã bị thổi phạt việt vị, sau khi nhận một đường chuyền dài.
Vào đầu hiệp 2, Liverpool là đội giao bóng và có được một quả đá phạt ở phút thứ 48; đường chuyền của Murphy đã tìm đến Heskey, cầu thủ này sau đó đã đánh đầu buộc David Seaman phải cứu thua. Arsenal đã có khoảng thời gian chơi tốt nhất trong trận đấu này ngay sau đó, nhưng đã không tận dụng được các tình huống cố định mà họ tạo ra. Một quả đá phạt do Pires thực hiện đã bị Westerveld dễ dàng hóa giải, và không có bất ngờ xảy ra ở quả phạt góc sau đó. Pires và Henry có pha phối hợp tấn công cho Arsenal và sau đó đã có một cơ hội để chuyển hóa thành bàn, nếu thủ môn của Liverpool không can thiệp. Bóng bật lại đến Cole, hậu vệ người Anh này đã tung cú sút về phía khung thành, nhưng Sami Hyypiä đã phá bóng ngay trên vạch vôi. Sau đó, Hamann đã nhận thẻ vàng vì phạm lỗi với Vieira ở phút thứ 57, và Houllier đã tung ra sự điều chỉnh bằng cách thay Hamann bằng McAllister bốn phút sau đó. Sự thay đổi này đã mang lại hiệu quả, mang lại sự điềm tĩnh cho lối chơi của Liverpool, đặc biệt là ở hàng tiền vệ. Vào phút thứ 62, Ljungberg nhận thẻ vàng vì phạm lỗi với Šmicer. Arsenal đã bỏ lỡ một cơ hội khác, lần này là khoảng trước phút thứ 70; khi Henry đã vượt qua Henchoz và bóng bật ra từ cú sút của Henry đã tới chân Ljungberg trong vòng cấm. Nỗ lực của tiền vệ này với một pha đưa trái bóng qua Westerveld đang lao lên, đã bị Hyypiä cản phá ngay trên vạch vôi.
Vào phút thứ 72, Arsenal đã có bàn mở tỷ số. Pha phá bóng không tốt của Westerveld đã đưa bóng đến chân Grimandi, và cầu thủ này đã chuyền bóng cho Pires. Ljungberg sau đó đã nhận bóng và vượt qua thủ môn để ghi bàn, khiến Wenger vô cùng vui mừng. Henry đã bỏ lỡ một cơ hội để giúp Arsenal nhân đôi cách biệt ở phút thứ 74, khi cú sút của anh bị Westerveld cản phá ngay sát vạch vôi và cú sút tiếp theo bị Hyypiä phá ra.  Cả hai huấn luyện viên đều thực hiện những thay đổi trong những phút cuối cùng; Ray Parlour vào sân thay Wiltord để bảo vệ lợi thế dẫn bàn của Arsenal, trong khi Liverpool thực hiện một sự thay đổi kép trên hàng công khi Fowler và Berger vào sân thay Šmicer và Murphy. Liverpool đã thoát thua sau các pha tấn công dữ dội của Arsenal và đã quân bình tỷ số bằng bàn thắng của Owen khi còn khoảng tám phút nữa trước khi hết thời gian thi đấu chính thức. Arsenal đã không cản phá được cú đá phạt của cầu thủ vào thay người McAllister, và Owen đã lao vào dứt điểm bằng chân phải vượt qua Seaman từ cự ly 8 yd (7,3 m). Cuộc lội ngược dòng của Liverpool đã hoàn tất chỉ sáu phút sau đó, khi vào phút thứ 88, Owen trong tư thế trống trải phía cánh trái đã băng xuống sau đường chuyền dài vượt tuyến từ Berger, và Owen đã vượt qua cả Tony Adams và Dixon trước khi dứt điểm chìm và chính xác vào góc xa, đánh bại Seaman. Liverpool bảo toàn lợi thế trong vài phút còn lại để giành chiến thắng chung cuộc 2–1.

### Kết quả chi tiết
| Arsenal       | 1–2      | Liverpool     |
| ------------- | -------- | ------------- |
| Ljungberg 72' | Chi tiết | Owen 83', 88' |

| Arsenal | Liverpool |

| TM               | 1  | David Seaman      |     |     |
| HV               | 2  | Lee Dixon         |     | 90' |
| HV               | 5  | Martin Keown      |     |     |
| HV               | 6  | Tony Adams (đ.t.) |     |     |
| HV               | 29 | Ashley Cole       |     |     |
| TV               | 8  | Freddie Ljungberg | 62' | 85' |
| TV               | 18 | Gilles Grimandi   |     |     |
| TV               | 4  | Patrick Vieira    |     |     |
| TV               | 7  | Robert Pires      |     |     |
| TĐ               | 11 | Sylvain Wiltord   |     | 76' |
| TĐ               | 14 | Thierry Henry     |     |     |
| Dự bị:           |    |                   |     |     |
| TM               | 13 | Alex Manninger    |     |     |
| HV               | 12 | Lauren            |     |     |
| TV               | 15 | Ray Parlour       |     | 76' |
| TĐ               | 10 | Dennis Bergkamp   |     | 90' |
| TĐ               | 25 | Nwankwo Kanu      |     | 85' |
| Huấn luyện viên: |    |                   |     |     |
| Arsène Wenger    |    |                   |     |     |

| TM               | 1  | Sander Westerveld  |     |     |
| HV               | 6  | Markus Babbel      |     |     |
| HV               | 12 | Sami Hyypiä (đ.t.) |     |     |
| HV               | 2  | Stéphane Henchoz   |     |     |
| HV               | 23 | Jamie Carragher    |     |     |
| TV               | 13 | Danny Murphy       |     | 77' |
| TV               | 17 | Steven Gerrard     |     |     |
| TV               | 16 | Dietmar Hamann     | 57' | 60' |
| TV               | 7  | Vladimír Šmicer    |     | 77' |
| TĐ               | 8  | Emile Heskey       |     |     |
| TĐ               | 10 | Michael Owen       |     |     |
| Dự bị:           |    |                    |     |     |
| TM               | 19 | Pegguy Arphexad    |     |     |
| HV               | 27 | Grégory Vignal     |     |     |
| HV               | 15 | Patrik Berger      |     | 77' |
| TV               | 21 | Gary McAllister    |     | 60' |
| TĐ               | 9  | Robbie Fowler      |     | 77' |
| Huấn luyện viên: |    |                    |     |     |
| Gérard Houllier  |    |                    |     |     |

| Luật thi đấu - 90 phút thi đấu chính thức. - 30 phút hiệp phụ khi cần thiết. - Đá luân lưu nếu tỷ số hòa sau 2 hiệp chính và 2 hiệp phụ. - 5 cầu thủ trên băng ghế dự bị - Tối đa 3 sự thay đổi người |

### Số liệu thống kê
| Thống kê             | Arsenal | Liverpool |
| -------------------- | ------- | --------- |
| Số bàn thắng         | 1       | 2         |
| Kiểm soát bóng       | 47%     | 53%       |
| Sút trúng đích       | 7       | 4         |
| Sút không trúng đích | 4       | 2         |
| Phạt góc             | 4       | 5         |
| Việt vị              | 6       | 2         |
| Phạm lỗi             | 18      | 17        |
| Thẻ vàng             | 1       | 1         |
| Thẻ đỏ               | 0       | 0         |
| Nguồn:               |         |           |

## Sau trận đấu
Houllier thất vọng về sự khởi đầu của Liverpool và nhận thấy các cầu thủ của mình phải thi đấu trong điều kiện độ ẩm không thuận lợi. Tuy nhiên, ông vẫn coi các tình huống cố định là cơ hội để ghi bàn và nhận thấy bàn gỡ hòa là bước ngoặt khiến diễn biến trận chung kết trở nên có lợi với đội nhà: "Đột nhiên sự tự tin đã giảm xuống bên phía đối thủ. Họ bị ảnh hưởng, trở nên hơi bất ổn, và bạn tiếp tục thi triển". Houllier nói rằng ông đã đưa ra những chỉ thị thẳng thắn về nhiệm vụ mà các cầu thủ của mình phải đối mặt trước trận đấu; mặc dù theo lời ông, Arsenal "... có lẽ tốt hơn chúng tôi một chút, họ có phần trưởng thành hơn, nhiều kinh nghiệm hơn, làm tốt hơn ở một vài thứ", nhưng khả năng giải quyết khó khăn sẽ tạo ra sự khác biệt. Ông bác bỏ những ý kiến cho rằng Liverpool có phong cách nhàm chán, thay vào đó mô tả đội của mình là khó bị đánh bại. Owen, cầu thủ xuất sắc nhất trận, cho biết anh đã đáp trả những lời chỉ trích của mình bằng cách ghi bàn bằng chân trái: "Thật tuyệt khi chứng minh rằng mọi người đã sai khi họ nói rằng bạn không thuận chân trái. Tôi được cho là người đánh đầu tệ nhất và là cầu thủ có cái chân trái không tốt ở giải đấu, và làm sao một cầu thủ Anh có thể chơi khi họ không thuận chân trái... Điều đó cho thấy rằng tôi đã và đang tiến bộ".

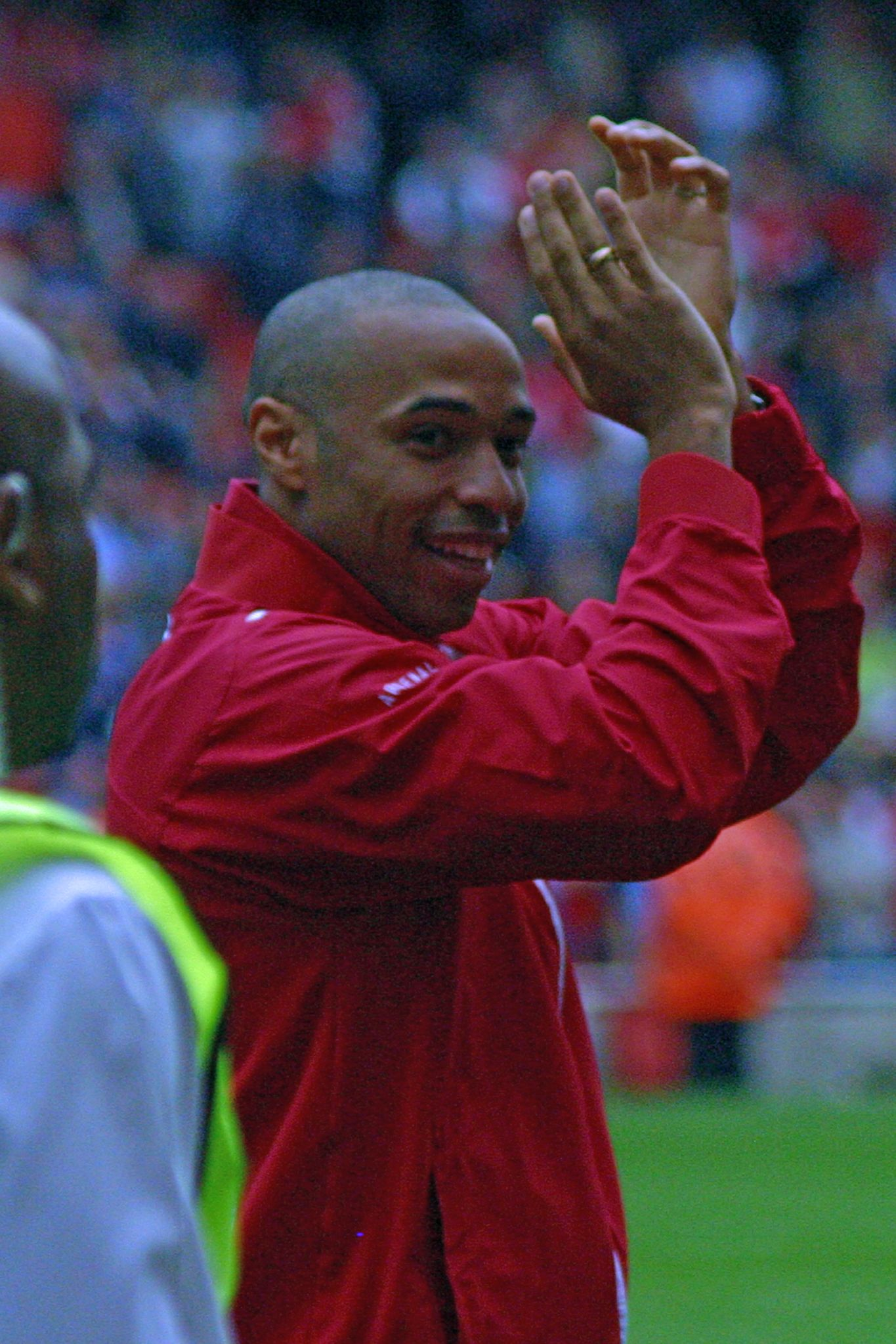
Màn trình diễn của Thierry Henry nhận được nhiều đánh giá trái chiều từ báo chí Anh.

Wenger than thở về việc Arsenal không thể kiểm soát bóng, ông nói rằng: "Điều đó đã xảy ra trong suốt mùa giải. Chúng tôi không thể giải quyết được". Ông chỉ trích trọng tài vì không rút thẻ đỏ đuổi Henchoz khỏi sân, đặc biệt là khi trọng tài biên Kevin Pike nói với ông rằng hậu vệ của Liverpool đã phạm lỗi. Khi nhìn lại mùa giải, Wenger không cho rằng đó là một thất bại – "Không dễ để lọt vào tứ kết Champions League, trận chung kết FA Cup và kết thúc trong top ba của Giải Ngoại hạng Anh trong cùng một mùa giải", nhưng thừa nhận rằng ông cần phải bổ sung thêm các cầu thủ để tăng cường sức mạnh cho đội hình. Henry kêu gọi sự thay máu ở hàng tiền đạo của Arsenal và cảm thấy đội bóng sẽ được hưởng lợi từ một "sát thủ vòng cấm", một cầu thủ luôn ở trong và xung quanh vòng cấm địa để có thể ghi bàn. "Khi tôi di chuyển rộng và tung những quả tạt, thường không có ai ở đó để đưa bóng vào lưới. Owen là người hùng vì anh ấy luôn ở đúng vị trí. Chúng tôi cần một cầu thủ ghi bàn như vậy", Henry kết luận.
Gérard Houllier nói sau trận đấu
Các nhà báo và chuyên gia bình luận trận chung kết đã ca ngợi sự nỗ lực của Liverpool; bình luận viên Alan Green đã viết trong chuyên mục "Tin tức" ngày 14 tháng 5 năm 2001: "Đơn giản là họ không bao giờ bỏ cuộc và khi bạn có một cầu thủ như Michael Owen trong đội hình, bạn tin rằng bất kỳ tình huống nào cũng có thể thành công, giống như ở Sân vận động Thiên niên kỷ tráng lệ". Phóng viên David Lacey của tờ The Guardian cho rằng "một Owen của Pháp'98 đã tái sinh ở Cardiff", trong khi Hugh McIlvanney của tờ The Sunday Times gọi Owen là "bậc thầy đao phủ của bóng đá Anh". McIlvanney nhận định trong suốt 90 phút, đội Arsenal "không may mắn thua cuộc", đồng thời ca ngợi màn trình diễn của Vieira ở hàng tiền vệ. Bản tường thuật trận đấu của James Lawton trên tờ The Independent không có cùng những cảm xúc như vậy; mặc dù khi khen ngợi màn trình diễn của Henry, sự do dự của cầu thủ này khi so sánh với Owen đã chứng minh rằng "khoảnh khắc, không phải phong cách, là tất cả" trong bóng đá. Clive White của The Herald chỉ trích việc Henry thiếu sự chính xác trong các tình huống cần đầu ra bàn thắng, điều đã xảy ra ở trận chung kết và thất bại của Arsenal tại cúp châu Âu trước Valencia, để chứng minh rằng Henry không bao giờ được coi là "cầu thủ ghi bàn bẩm sinh". Ron Atkinson, viết trong chuyên mục "Chiến thuật" cho The Guardian chia sẻ rằng bàn thắng quyết định của Liverpool đến do sự nôn nóng tấn công của Arsenal đã để lại khoảng trống ở hàng phòng ngự.
Trận chung kết được phát sóng trực tiếp tại Vương quốc Anh bởi cả ITV và Sky Sports, trong đó ITV với luồng phát sóng miễn phí và Sky Sports 2 đối với hình thức truyền hình trả tiền. ITV nắm giữ phần lớn lượng người xem, với lượng khán giả cao nhất là 7,8 triệu người. Bốn ngày sau trận chung kết cúp FA, Liverpool đã đánh bại Alavés trong một trận chung kết khác với tỷ số 5–4, để giành Cúp UEFA và hoàn thành cú ăn ba với ba chức vô địch tại các giải đấu cúp, tuy nhiên cú ăn ba này bị mỉa mai "cú ăn ba của chuột Mickey", ám chỉ việc không có danh hiệu lớn. Chiến thắng trước Charlton Athletic vào ngày 20 tháng 5 năm 2001 giúp Liverpool cán đích thứ ba tại Premier League qua đó có một suất tham dự UEFA Champions League 2001–02. Arsenal kết thúc mùa giải với vị trí á quân Ngoại hạng Anh sau trận hòa với Newcastle United.
Trong cuốn tự truyện của mình được phát hành vài năm sau đó, Gerrard đã chia sẻ Liverpool đã giành chiến thắng may mắn, nhưng đã chỉ trích phản ứng có phần "cay cú" của Arsenal: "Wenger và Ljungberg liên tục phàn nàn về những pha bóng chạm tay. Hãy thực tế đi các chàng trai. Đó là bóng đá. Hãy trưởng thành lên". Tuy nhiên, Gerrard dành lời khen ngợi đặc biệt cho đối thủ Vieira, với phát biểu vài ngày sau trận đấu: "Nhiệm vụ của tôi là cố gắng đối phó với Vieira, nhưng anh ấy chắc chắn đã chiến thắng tôi trong ngày hôm đó. Vieira là một cầu thủ tuyệt vời. Anh ấy rất khỏe mạnh và cầm nhịp trận đấu. Có rất nhiều điều bạn có thể học được chỉ bằng việc nhìn cách anh ấy chơi bóng". Đánh giá về sự nghiệp của mình trong một chuyên mục cho tờ Telegraph, Owen đã chia sẻ rằng việc giành được chức vô địch Cúp FA là "...ngày tuyệt vời nhất trong sự nghiệp của tôi, trận đấu để lại nhiều ký ức trong tôi hơn bất kỳ trận đấu nào khác và tôi nghĩ đó là trải nghiệm phấn khởi nhất mà mình có được khi chơi bóng".